# Jon Halliday
Jon Halliday, är en brittisk historiker, gift med Jung Chang, tillsammans bor de i Notting Hill i västra London.
Halliday och Chang skrev Mao: den sanna historien under 10 års tid. Förutom boken om Mao har han skrivit åtta andra böcker och varit gästföreläsare på King's College vid University of London.
Jon Halliday är äldre bror till författaren Fred Halliday.